# Spider-Man XXX: A Porn Parody
Spider-Man XXX: A Porn Parody ist eine amerikanische Porno-Parodie auf die Spider-Man-Filme. Der Film wurde bei den 2012 AVN Awards als beste Parodie-Drama ausgezeichnet.

## Handlung
In den ersten Minuten des Films wird die Verwandlung des Darstellers in Electro dargestellt. Später sprechen Xander Corvus, Tyler Knight und Rob Black im Büro von JJ Jameson über Spider-Man. Es folgt eine kurze Einführung der Charaktere und der Umgebung.
Electro hinterlässt eine Spur von  Nutten, die durch Stromschlag getötet wurden. Dies macht es Kingpin leicht, Electro zu finden und für einen Spezialauftrag anzustellen. Währenddessen haben Peter Parker, aka the friendly Spider-Man XXX, und Mary Jane Watson ein Doppeldate mit Gwen Stacy und Flash Thompson.

## Auszeichnungen
- 2012: AVN Award – Best Parody (Drama)
- 2012: AVN Award – Best Cinematography (Axel Braun und Eli Cross)
- 2012: XBIZ Award – Marketing Campaign of the Year
- 2012: XRCO Award – Best Parody – (Comic Book)
- 2011: Nightmoves Awards – First Choice Awards (2012 Blockbuster Voraussage)